# Evidentie
Evidentie (of aanwijzingen) is een grote waarschijnlijkheid dat een hypothese juist is. Dat wat evident is, wordt bij voorbaat als waar aangenomen. Als de evidente stelling de hypothese ondersteunt is dit positieve evidentie, als deze daartegen pleit is dit negatieve evidentie.
Evidentie is niet te verwarren met bewijs. Dit kan uitsluitend worden toegepast op logische stellingen, in de wiskunde en de logica, samen de logische wetenschappen. Een hypothese uit de empirische wetenschappen (alle andere wetenschappen dan de logische, zowel natuur- als menswetenschappen!) kan nooit bewezen worden, maar wel aannemelijk gemaakt. Als de hypothese niet toetsbaar is, is deze in principe niet wetenschappelijk.